# برکه‌ماهی موکوری
برکه‌ماهی موکوری (نام علمی: Mucurilebias leitaoi) نام یک گونه از خانواده جویبارماهیان است. این گونه تنها گونه در سردهٔ برکه‌ماهی‌های موکوری (Mucurilebias) است. این ماهی بومی حوضه رود موکوری است.